# Chamaeleo senegalensis
Chamaeleo senegalensis е вид влечуго от семейство Хамелеонови (Chamaeleonidae). Видът не е застрашен от изчезване.

## Разпространение и местообитание
Разпространен е в Бенин, Буркина Фасо, Гамбия, Гана, Гвинея, Гвинея-Бисау, Камерун, Кот д'Ивоар, Мали, Нигер, Нигерия, Сенегал и Того.
Обитава градски и гористи местности, савани, крайбрежия и плажове в райони с тропически климат.